# Alexander Mashkevitch

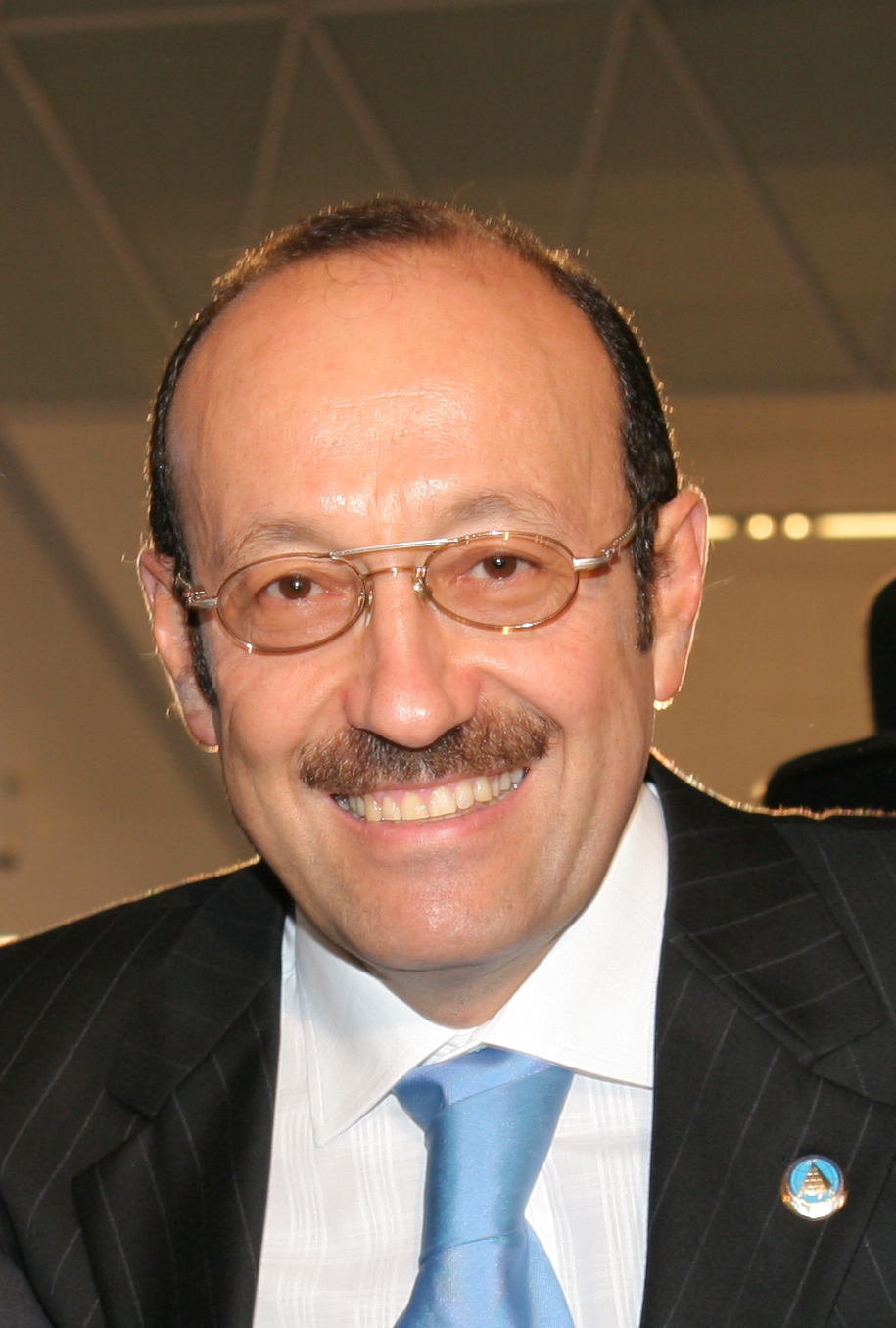
Alexander Mashkevitch (2008)

Alexander Mashkevitch (russisch Александр Антонович Машкевич Alexander Antonowitsch Maschkewitsch; * 23. Februar 1954 in Frunse, Sowjetunion, heute Bischkek, Kirgistan; † 22. März 2025) war ein u. a. im kasachischen Almaty lebender israelischer Unternehmer, tätig u. a. im Bergbau und in der Metallindustrie. 

## Leben
Er gründete gemeinsam mit Patokh Chodiev und Alidschan Ibragimow das Bergbauunternehmen Eurasian Natural Resources. Bereits mit 26 Jahren hatte er eine Literatur-Professur inne, wandte sich aber später im Zuge der Perestroika vom akademischen Leben ab und widmete sich fortan seinen geschäftlichen Interessen und jüdischen Angelegenheiten, in denen er weltweit unterwegs war und infolgedessen auch die israelische Staatsangehörigkeit erwarb.
Mit einem Privatvermögen von 3,3 Mrd. (2010), später 2,4 Mrd. USD (2019) zählte er zu den reichsten Israelis. Er war führendes Mitglied des World Jewish Congress.
Alexander Mashkevitch war verheiratet und hatte zwei Kinder.
Mashkevitch war Eigentümer der Luxusyacht Lady Lara.